# Districte electoral de Tarragona-Reus-Falset
El districte de Tarragona–Reus–Falset fou una circumscripció electoral del Congrés dels Diputats utilitzada en les eleccions generals espanyoles entre 1879 i 1923. Es tractava d'un districte plurinominal, on s'escollien 3 diputats.

## Àmbit geogràfic
El districte era la fusió dels districtes uninominals de Tarragona, Reus i Falset. Cobria la totalitat dels partits judicials de Tarragona i Reus, i gairebé la totalitat del de Falset. En termes actuals, el territori cobreix parts de les comarques del Baix Camp, Conca de Barberà, Priorat i Tarragonès.

## Diputats electes
| Elecció | Diputat (Partit) | Diputat (Partit)                         | Diputat (Partit)                                      | Diputat (Partit)                                             | Diputat (Partit)                                      | Diputat (Partit)                                |
| ------- | ---------------- | ---------------------------------------- | ----------------------------------------------------- | ------------------------------------------------------------ | ----------------------------------------------------- | ----------------------------------------------- |
| 1881    |                  | Pere Nolasc Gay i Sardà (Conservador)    |                                                       | Frederic Pons i Montells (Liberal)                           |                                                       | Marià Rius i Montaner (Liberal)                 |
| 1884    |                  | Marià Pons i Espinós (Conservador)       |                                                       | Teodor Gonzàlez i Cabanne (Conservador)                      |                                                       | Marià Rius i Montaner (Liberal)                 |
| 1886    |                  | Jerónimo Marín Luis (Conservador)        |                                                       | Pere Antoni Torres i Jordi (Conservador)                     |                                                       | Marià Rius i Montaner (Liberal)                 |
| 1891    |                  | Jerónimo Marín Luis (Conservador)        | Salvador Viada Vilaseca (Conservador)                 |                                                              | Joan Vilella Llauradó (Republicà possibilista)        |                                                 |
| 1893    |                  | Joan Cañellas i Tomàs (Liberal)          |                                                       | Marià Rius i Montaner (Liberal)                              |                                                       | Josep Maria Vallès i Ribot (Republicà)          |
| 1896    |                  | Joan Cañellas i Tomàs (Liberal)          | Jerónimo Marín Luis (Conservador)                     |                                                              | Josep de Suelves i Montagut (Comunió Tradicionalista) |                                                 |
| 1898    |                  | Joan Cañellas i Tomàs (Liberal)          | Pere Nolasc Gay i Sardà (Conservador)                 |                                                              | Josep de Suelves i Montagut (Comunió Tradicionalista) |                                                 |
| 1899    |                  | Joan Cañellas i Tomàs (Liberal)          | Ramon de Morenés i García-Alesson (Conservador)       |                                                              | Francesc Pi i Margall (PRDF)                          |                                                 |
| 1901    |                  | Joan Cañellas i Tomàs (Liberal)          | Francesc Xavier Rabassa i Satorras (Liberal)          |                                                              | Josep de Suelves i Montagut (Comunió Tradicionalista) |                                                 |
| 1903    |                  | Julià Nougués Subirà (Republicà federal) |                                                       | Ramon Mayner Socies (Republicà unionista)                    |                                                       | Ramon de Morenés i García-Alesson (Conservador) |
| 1905    |                  | Julià Nougués Subirà (Republicà federal) | Joan Cañellas i Tomàs (Liberal)                       | Ramon Mayner Socies (Republicà unionista)                    |                                                       |                                                 |
| 1907    |                  | Julià Nougués Subirà (Republicà federal) | Josep de Suelves i Montagut (Comunió Tradicionalista) | Ramon Mayner Socies (Republicà unionista)                    |                                                       |                                                 |
| 1910    |                  | Julià Nougués Subirà (Republicà federal) | Josep Nicolau i Sabater (Liberal)                     | Ramon Mayner Socies (Republicà unionista)                    |                                                       |                                                 |
| 1914    |                  | Julià Nougués Subirà (Republicà federal) | Josep Nicolau i Sabater (Liberal)                     | Antoni Maria de Veciana i Llarí (Conservador)                |                                                       |                                                 |
| 1916    |                  | Julià Nougués Subirà (Republicà federal) | Josep Nicolau i Sabater (Liberal)                     | Antoni Maria de Veciana i Llarí (Conservador)                |                                                       |                                                 |
| 1918    |                  | Julià Nougués Subirà (Republicà federal) | Josep Nicolau i Sabater (Liberal)                     | Antoni Maria de Veciana i Llarí (Conservador)                |                                                       |                                                 |
| 1919    |                  | Julià Nougués Subirà (Republicà federal) | Josep Nicolau i Sabater (Liberal)                     | Antoni Albafull i Vidal (Lliga Regionalista)                 |                                                       |                                                 |
| 1920    |                  | Julià Nougués Subirà (Republicà federal) | Josep Nicolau i Sabater (Liberal)                     | Lluís de Morenés i García-Alesson (Unió Monàrquica Nacional) |                                                       |                                                 |
| 1923    |                  | Julià Nougués Subirà (Republicà federal) | Josep Nicolau i Sabater (Liberal)                     | Eduard Recasens i Mercadé (Lliga Regionalista)               |                                                       |                                                 |

## Resultats electorals

### Dècada de 1920
| Eleccions generals del 29/04/1923 |                    |                                   |        |      |
| Partit/Ideologia                  | Partit/Ideologia   | Candidat                          | Vots   | %    |
|                                   | Liberal            | Josep Nicolau i Sabater           | 10.408 | 68,7 |
|                                   | Lliga Regionalista | Eduard Recasens i Mercadé         | 9.224  | 60,9 |
|                                   | Republicà          | Julià Nougués Subirà              | 8.304  | 54,8 |
|                                   | Conservador        | Lluís de Morenés i García-Alesson | 369    | 2,4  |
| Vots en blanc                     | Vots en blanc      | Vots en blanc                     | 203    | 1,3  |
| Total                             | Total              | Total                             | 15.156 | 100  |
| Cens/participació                 | Cens/participació  | Cens/participació                 | 31.190 | 48,6 |

| Eleccions generals del 19/12/1920 |                                    |                                   |        |      |
| Partit/Ideologia                  | Partit/Ideologia                   | Candidat                          | Vots   | %    |
|                                   | Unió Monàrquica Nacional           | Josep Nicolau i Sabater           | 9.130  | 60,3 |
|                                   | Unió Monàrquica Nacional (datista) | Lluís de Morenés i García-Alesson | 8.000  | 52,9 |
|                                   | Republicà federal                  | Julià Nougués Subirà              | 7.509  | 49,6 |
|                                   | Lliga Regionalista                 | Antoni Albafull i Vidal           | 5.628  | 37,2 |
| Total                             | Total                              | Total                             | 15.133 | 100  |
| Cens/participació                 | Cens/participació                  | Cens/participació                 | 30.560 | 49,5 |

### Dècada de 1910
| Eleccions generals del 01/06/1919 |                                    |                                 |        |      |
| Partit/Ideologia                  | Partit/Ideologia                   | Candidat                        | Vots   | %    |
|                                   | Coalició republicana               | Julià Nougués Subirà            | 8.377  | 50,4 |
|                                   | Unió Monàrquica Nacional (liberal) | Josep Nicolau i Sabater         | 8.076  | 48,6 |
|                                   | Lliga Regionalista                 | Antoni Albafull i Vidal         | 7.673  | 46,2 |
|                                   | Conservador                        | Antoni Maria de Veciana i Llarí | 7.290  | 43,9 |
| Vots en blanc                     | Vots en blanc                      | Vots en blanc                   | 193    | 1,2  |
| Total                             | Total                              | Total                           | 16.614 | 100  |
| Cens/participació                 | Cens/participació                  | Cens/participació               | 30.381 | 54,7 |

| Eleccions generals del 24/02/1918 |                         |                                 |        |      |
| Partit/Ideologia                  | Partit/Ideologia        | Candidat                        | Vots   | %    |
|                                   | Liberal                 | Josep Nicolau i Sabater         | 8.355  | 37,9 |
|                                   | Conservador             | Antoni Maria de Veciana i Llarí | 8.230  | 37,3 |
|                                   | Coalició d'esquerres    | Julià Nougués Subirà            | 8.116  | 36,8 |
|                                   | Lliga Regionalista      | Antoni Albafull i Vidal         | 8.089  | 36,7 |
|                                   | Coalició d'esquerres    | Nicolau Juncosa i Sabater       | 6.916  | 31,4 |
|                                   | Comunió Tradicionalista | Marià Bordas i Flaquer          | 0      | 0,0  |
| Vots en blanc                     | Vots en blanc           | Vots en blanc                   | 159    | 0,7  |
| Total                             | Total                   | Total                           | 22.057 | 100  |
| Cens/participació                 | Cens/participació       | Cens/participació               | 31.804 | 69,4 |

| Eleccions generals del 09/04/1916 |                             |                                 |        |      |
| Partit/Ideologia                  | Partit/Ideologia            | Candidat                        | Vots   | %    |
|                                   | Liberal                     | Josep Nicolau i Sabater         | 9.260  | 42,9 |
|                                   | Coalició republicana (PSOE) | Julià Nougués Subirà            | 8.221  | 38,1 |
|                                   | Conservador                 | Antoni Maria de Veciana i Llarí | 6.405  | 29,6 |
|                                   | Coalició republicana (PSOE) | Antoni Estivill i Llorach       | 6.021  | 27,9 |
|                                   | Lliga Regionalista          | Josep Vidal i Barraquer         | 6.018  | 27,9 |
|                                   | Comunió Tradicionalista     | Josep de Suelves i Montagut     | 4.493  | 20,8 |
|                                   | Partit Republicà Radical    | Juan José Rocha y García        | 2.383  | 11,0 |
| Vots en blanc                     | Vots en blanc               | Vots en blanc                   | 87     | 0,4  |
| Total                             | Total                       | Total                           | 21.603 | 100  |
| Cens/participació                 | Cens/participació           | Cens/participació               | 31.697 | 68,2 |

| Eleccions generals del 08/03/1914 |                                  |                                 |        |      |
| Partit/Ideologia                  | Partit/Ideologia                 | Candidat                        | Vots   | %    |
|                                   | Liberal romanonista              | Josep Nicolau i Sabater         | 8.484  | 41,6 |
|                                   | Republicà federal conjuncionista | Julià Nougués Subirà            | 8.318  | 40,8 |
|                                   | Conservador datista              | Antoni Maria de Veciana i Llarí | 6.797  | 33,4 |
|                                   | Unió Republicana                 | Ramon Mayner Socies             | 5.627  | 27,6 |
|                                   | Partit Republicà Radical         | Alfons Fabregat                 | 4.928  | 24,2 |
|                                   | Comunió Tradicionalista          | Josep de Suelves i Montagut     | 622    | 3,1  |
| Vots en blanc                     | Vots en blanc                    | Vots en blanc                   | 145    | 0,7  |
| Vots nuls                         | Vots nuls                        | Vots nuls                       | 38     | 0,2  |
| Total                             | Total                            | Total                           | 20.371 | 100  |
| Cens/participació                 | Cens/participació                | Cens/participació               | 31.818 | 64,0 |

| Eleccions generals del 08/05/1910 |                                     |                             |        |      |
| Partit/Ideologia                  | Partit/Ideologia                    | Candidat                    | Vots   | %    |
|                                   | Liberal                             | Josep Nicolau i Sabater     | 9.478  | 46,7 |
|                                   | Republicà unionista                 | Ramon Mayner Socies         | 8.236  | 40,6 |
|                                   | Partit Republicà Democràtic Federal | Julià Nougués Subirà        | 7.208  | 35,5 |
|                                   | Comunió Tradicionalista             | Josep de Suelves i Montagut | 6.785  | 33,4 |
|                                   | Partit Republicà Radical            | Lluís Massó i Simó          | 5.608  | 27,6 |
|                                   | Republicà                           | Joan Solanas i Mestre       | 2.475  | 12,2 |
| Vots en blanc                     | Vots en blanc                       | Vots en blanc               | 980    | 4,8  |
| Total                             | Total                               | Total                       | 20.296 | 100  |
| Cens/participació                 | Cens/participació                   | Cens/participació           | 31.453 | 64,5 |

### Dècada de 1900
| Eleccions generals del 21/04/1907 |                           |                                   |        |      |
| Partit/Ideologia                  | Partit/Ideologia          | Candidat                          | Vots   | %    |
|                                   | Republicà solidari        | Julià Nougués Subirà              | 8.994  | 43,0 |
|                                   | Republicà solidari        | Ramon Mayner Socies               | 8.087  | 38,7 |
|                                   | Tradicionalista solidari  | Josep de Suelves i Montagut       | 7.096  | 34,0 |
|                                   | Conservador anti-solidari | Ramon de Morenés i García-Alesson | 6.743  | 32,3 |
|                                   | Liberal anti-solidari     | Joan Cañellas i Tomàs             | 5.946  | 28,5 |
|                                   | Republicà anti-solidari   | Alejandro Lerroux García          | 680    | 3,3  |
|                                   | Republicà anti-solidari   | Emiliano Iglesias Ambrosio        | 67     | 0,3  |
| Vots en blanc                     | Vots en blanc             | Vots en blanc                     | 17     | 0,1  |
| Total                             | Total                     | Total                             | 20.893 | 100  |
| Cens/participació                 | Cens/participació         | Cens/participació                 | 30.708 | 68,0 |

| Eleccions generals del 10/11/1905 |                                     |                                   |        |      |
| Partit/Ideologia                  | Partit/Ideologia                    | Candidat                          | Vots   | %    |
|                                   | Republicà unionista                 | Ramon Mayner Socies               | 8.295  | 47,3 |
|                                   | Partit Republicà Democràtic Federal | Julià Nougués Subirà              | 7.919  | 45,1 |
|                                   | Liberal moretista                   | Joan Cañellas i Tomàs             | 6.073  | 34,6 |
|                                   | Liberal moretista                   | Anselm Guasch i Robusté           | 5.304  | 30,2 |
|                                   | Conservador maurista                | Ramon de Morenés i García-Alesson | 5.033  | 28,7 |
|                                   | Comunió Tradicionalista             | Josep de Suelves i Montagut       | 454    | 2,6  |
| Vots en blanc                     | Vots en blanc                       | Vots en blanc                     | 7      | 0,0  |
| Total                             | Total                               | Total                             | 17.554 | 100  |
| Cens/participació                 | Cens/participació                   | Cens/participació                 | 31.052 | 56,5 |

| Elecció parcial del 26/05/1903 |                         |                             |        |      |
| Partit/Ideologia               | Partit/Ideologia        | Candidat                    | Vots   | %    |
|                                | Republicà possibilista  | Ramón Mayner Socies         | 8.357  | 44,4 |
|                                | Republicà federal       | Julià Nougués Subirà        | 7.183  | 38,2 |
|                                | Conservador             | Ramón Morenes García Aleson | 5.517  | 29,3 |
|                                | Comunió Tradicionalista | Josep de Suelves i Montagut | 4.951  | 26,3 |
|                                | Liberal                 | Joan Cañellas i Tomàs       | 4.603  | 24,5 |
|                                | Conservador             | Anselm Guasch i Robusté     | 3.197  | 17,0 |
|                                | Liberal                 | Luis Fontana i Esteve       | 2.527  | 13,4 |
| Total                          | Total                   | Total                       | 18.822 | 100  |
| Cens/participació              | Cens/participació       | Cens/participació           | 30.659 | 61,4 |

| Eleccions generals del 19/05/1901 |                         |                                |        |      |
| Partit/Ideologia                  | Partit/Ideologia        | Candidat                       | Vots   | %    |
|                                   | Liberal                 | Joan Cañellas i Tomàs          | 6.068  | 36,0 |
|                                   | Liberal                 | Francesc J. Rabassa i Satorras | 5.505  | 32,6 |
|                                   | Comunió Tradicionalista | Josep de Suelves i Montagut    | 5.098  | 30,2 |
|                                   | Republicà federal       | Julià Nougués Subirà           | 4.959  | 29,4 |
|                                   | Republicà federal       | Francesc Pi i Margall          | 4.637  | 27,5 |
|                                   | Conservador             | Ramon Morenes G. Alesson       | 3.663  | 21,7 |
| Vots en blanc                     | Vots en blanc           | Vots en blanc                  | 9      | 0,1  |
| Total                             | Total                   | Total                          | 16.865 | 100  |
| Cens/participació                 | Cens/participació       | Cens/participació              | 31.269 | 53,9 |

### Dècada de 1890
| Eleccions generals del 16/04/1899 |                                     |                                   |        |      |
| Partit/Ideologia                  | Partit/Ideologia                    | Candidat                          | Vots   | %    |
|                                   | Partit Republicà Democràtic Federal | Francesc Pi i Margall             | 6.433  | 41,4 |
|                                   | Liberal                             | Joan Cañellas i Tomàs             | 5.757  | 37,1 |
|                                   | Conservador                         | Ramon de Morenés i García-Alesson | 5.366  | 34,6 |
| Total                             | Total                               | Total                             | 15.530 | 100  |
| Cens/participació                 | Cens/participació                   | Cens/participació                 | 31.750 | 48,9 |

| Eleccions generals del 27/03/1898 |                         |                             |        |      |
| Partit/Ideologia                  | Partit/Ideologia        | Candidat                    | Vots   | %    |
|                                   | Liberal                 | Joan Cañellas i Tomàs       | 7.739  | 40,7 |
|                                   | Conservador             | Pere Nolasc Gay i Sardà     | 5.527  | 29,1 |
|                                   | Comunió Tradicionalista | Josep de Suelves i Montagut | 5.204  | 27,4 |
|                                   | Altres                  | Altres                      | 540    | 2,8  |
| Total                             | Total                   | Total                       | 19.010 | 100  |
| Cens/participació                 | Cens/participació       | Cens/participació           | 31.582 | 60,2 |

| Eleccions generals del 12/04/1896 |                         |                             |        |      |
| Partit/Ideologia                  | Partit/Ideologia        | Candidat                    | Vots   | %    |
|                                   | Conservador             | Jerónimo Marín Luis         | 7.535  | 60,2 |
|                                   | Liberal                 | Joan Cañellas i Tomàs       | 6.852  | 54,8 |
|                                   | Comunió Tradicionalista | Josep de Suelves i Montagut | 6.404  | 51,2 |
| Total                             | Total                   | Total                       | 12.510 | 100  |
| Cens/participació                 | Cens/participació       | Cens/participació           | 31.796 | 39,3 |

| Eleccions generals del 05/03/1893 |                   |                            |        |      |
| Partit/Ideologia                  | Partit/Ideologia  | Candidat                   | Vots   | %    |
|                                   | Liberal           | Marià Rius i Montaner      | 6.810  | 32,7 |
|                                   | Liberal           | Joan Cañellas i Tomàs      | 6.623  | 31,8 |
|                                   | Republicà         | Josep Maria Vallès i Ribot | 6.258  | 30,0 |
|                                   | Altres            | Altres                     | 1.143  | 5,5  |
| Total                             | Total             | Total                      | 20.834 | 100  |
| Cens/participació                 | Cens/participació | Cens/participació          | 31.722 | 65,7 |

| Eleccions generals del 01/02/1891 |                        |                         |       |
| Partit/Ideologia                  | Partit/Ideologia       | Candidat                | Vots  |
|                                   | Conservador            | Jerónimo Marín Luis     | 7.229 |
|                                   | Conservador            | Salvador Viada Vilaseca | 6.223 |
|                                   | Republicà possibilista | Joan Vilella Llauradó   | 5.243 |

### Dècada de 1880
| Eleccions generals del 04/04/1886 |                  |                            |       |
| Partit/Ideologia                  | Partit/Ideologia | Candidat                   | Vots  |
|                                   | Liberal          | Pere Antoni Torres i Jordi | 1.764 |
|                                   | Liberal          | Marià Rius i Montaner      | 1.413 |
|                                   | Conservador      | Jerónimo Marín Luis        | 1.144 |

| Eleccions generals del 27/04/1884 |                  |                           |       |
| Partit/Ideologia                  | Partit/Ideologia | Candidat                  | Vots  |
|                                   | Conservador      | Marià Pons i Espinós      | 2.088 |
|                                   | Liberal          | Marià Rius i Montaner     | 1.805 |
|                                   | Conservador      | Teodor Gonzàlez i Cabanne | 1.803 |

| Eleccions generals del 20/08/1881 |                  |                          |       |
| Partit/Ideologia                  | Partit/Ideologia | Candidat                 | Vots  |
|                                   | Conservador      | Pere Nolasc Gay i Sardà  | 2.130 |
|                                   | Liberal          | Frederic Pons i Montells | 2.126 |
|                                   | Liberal          | Marià Rius i Montaner    | 1.241 |

### Dècada de 1870
| Eleccions generals del 20/04/1879 |                  |                                        |       |      |
| Partit/Ideologia                  | Partit/Ideologia | Candidat                               | Vots  | %    |
|                                   | Conservador      | Marià Pons i Espinós                   | 2.104 | 47,9 |
|                                   | Liberal          | Pere Antoni Torres i Jordi             | 1.748 | 39,8 |
|                                   | Conservador      | Plàcid-Maria de Montoliu i de Sarriera | 1.513 | 34,4 |
| Total                             | Total            | Total                                  | 4.392 | 100  |